# Eleições gerais em Trinidad e Tobago em 2010
As eleições gerais trinitinas de 2010 foram realizadas em 24 de maio. O então primeiro-ministro, Patrick Manning, do Movimento Nacional do Povo, que domina a política na ilha há meio século, dissolveu o Parlamento e convocou eleições na metade de seu mandato de cinco anos, a fim de evitar uma moção de censura promovida pela oposição, que o acusa de corrupção.

## Resultados
A vencedora foi Kamla Persad-Bissessar, que se tornou a primeira mulher a ser primeira-ministra do país.
| Partidos                   | Votos   | %      | Assentos |
| -------------------------- | ------- | ------ | -------- |
| Coalizão Parceria Popular  | 432.026 | 59,81  | 29       |
| Movimento Nacional do Povo | 285.354 | 39,50  | 12       |
| Nova Visão Nacional        | 1.998   | 0,27   | 0        |
| Independentes              | 349     | 0,02   | 0        |
| Total válidos              | 719.727 | 100,00 | 41       |
| Votos inválidos            | 2.595   |        |          |
| Total                      | 722.322 |        |          |
| Fonte: EBC                 |         |        |          |